# قهرمانی وزنه‌برداری جهان ۱۹۵۴
قهرمانی وزنه‌برداری جهان ۱۹۵۴ سی و یکمین دوره از رقابت‌های قهرمانی جهان می‌باشد که از ۷ تا ۱۰ اکتبر ۱۹۵۴ در وین، اتریش برگزار گردید. در این دوره ۱۰۰ ورزشکار مرد از ۲۳ کشور رقابت کردند.

## خلاصه مدال‌ها
| رویداد               | طلا                                     | طلا      | نقره                                    | نقره     | برنز                                  | برنز     |
| خروس‌وزن ۵۶ ک‌گ        | Bakir Farkhutdinov · اتحاد جماهیر شوروی | ۳۱۵٫۰ ک‌گ | محمود نامجوی · ایران                    | ۳۰۷٫۵ ک‌گ | علی میرزایی · ایران                   | ۳۰۲٫۵ ک‌گ |
| پر وزن ۶۰ ک‌گ         | رافائل چیمیشکیان · اتحاد جماهیر شوروی   | ۳۵۰٫۰ ک‌گ | ایوان اودودوف · اتحاد جماهیر شوروی      | ۳۵۰٫۰ ک‌گ | Nil Tun Maung · برمه                  | ۳۳۰٫۰ ک‌گ |
| سبک‌وزن ۶۷٫۵ ک‌گ       | Dmitry Ivanov · اتحاد جماهیر شوروی      | ۳۶۷٫۵ ک‌گ | Said Khalifa Gouda · مصر                | ۳۵۵٫۰ ک‌گ | Josef Tauchner · اتریش                | ۳۵۲٫۵ ک‌گ |
| میان‌وزن ۷۵ ک‌گ        | پیت جورج · ایالات متحده آمریکا          | ۴۰۵٫۰ ک‌گ | فئودور بوگدانوفسکی · اتحاد جماهیر شوروی | ۴۰۲٫۵ ک‌گ | استنلی استانچیک · ایالات متحده آمریکا | ۳۹۰٫۰ ک‌گ |
| سنگین‌وزن سبک ۸۲٫۵ ک‌گ | تامی کونو · ایالات متحده آمریکا         | ۴۳۵٫۰ ک‌گ | تروفیم لوماکین · اتحاد جماهیر شوروی     | ۴۲۷٫۵ ک‌گ | ژان دوبوف · فرانسه                    | ۴۰۵٫۰ ک‌گ |
| میان سنگین‌وزن ۹۰ ک‌گ  | آرکادی ووروبیوف · اتحاد جماهیر شوروی    | ۴۶۰٫۰ ک‌گ | Dave Sheppard · ایالات متحده آمریکا     | ۴۴۰٫۰ ک‌گ | Clyde Emrich · ایالات متحده آمریکا    | ۴۲۷٫۵ ک‌گ |
| سنگین‌وزن ۹۰+ ک‌گ      | نوربرت شمانسکی · ایالات متحده آمریکا    | ۴۸۷٫۵ ک‌گ | James Bradford · ایالات متحده آمریکا    | ۴۶۲٫۵ ک‌گ | Franz Hölbl · اتریش                   | ۴۲۵٫۰ ک‌گ |

## جدول مدال‌ها
| رتبه           | کشور                | طلا | نقره | برنز | مجموع |
| -------------- | ------------------- | --- | ---- | ---- | ----- |
| ۱              | اتحاد جماهیر شوروی  | ۴   | ۳    | ۰    | ۷     |
| ۲              | ایالات متحده آمریکا | ۳   | ۲    | ۲    | ۷     |
| ۳              | ایران               | ۰   | ۱    | ۱    | ۲     |
| ۴              | مصر                 | ۰   | ۱    | ۰    | ۱     |
| ۵              | اتریش               | ۰   | ۰    | ۲    | ۲     |
| ۶              | برمه                | ۰   | ۰    | ۱    | ۱     |
| ۶              | فرانسه              | ۰   | ۰    | ۱    | ۱     |
| مجموع (۷ کشور) | مجموع (۷ کشور)      | ۷   | ۷    | ۷    | ۲۱    |